# Inégalité de Weitzenböck

D'après l'inégalité de Weitzenböck, l'aire de ce triangle est au plus égale à.

Lorsque les trois angles du triangle sont inférieurs à 120°, l'aire grisée est égale à.

Lorsqu'un angle du triangle est supérieur ou égal à 120°, l'aire grisée est égale à.

En mathématiques, l'inégalité de Weitzenböck, démontrée en 1919 par le mathématicien autrichien Roland Weitzenböck, stipule que dans un triangle de côtés de longueurs {\displaystyle a}, {\displaystyle b}, {\displaystyle c} et d'aire {\displaystyle S}, on a l'inégalité :
{\displaystyle a^{2}+b^{2}+c^{2}\geqslant 4{\sqrt {3}}\,S,}
avec égalité si et seulement si le triangle est équilatéral. L'inégalité de Pedoe en est une généralisation et l'inégalité de Hadwiger-Finsler en est une version renforcée.
Cette inégalité était l'une des questions posée lors des Olympiades mathématiques internationales de 1961.

## Interprétation géométrique et démonstration
La réécriture suivante de l’inégalité ci-dessus en donne une interprétation géométrique permettant d'en fournir une preuve immédiate :
{\displaystyle {\frac {\sqrt {3}}{4}}a^{2}+{\frac {\sqrt {3}}{4}}b^{2}+{\frac {\sqrt {3}}{4}}c^{2}\geqslant 3\,S.}
Ici, le membre de gauche est la somme des aires des triangles équilatéraux construits sur les côtés du triangle d'origine. L'inégalité indique donc que la somme des aires des triangles équilatéraux est toujours supérieure ou égale à trois fois l'aire du triangle d'origine.
{\displaystyle S_{a}+S_{b}+S_{c}\geqslant 3\,S.}
Ceci peut être démontré en répliquant trois fois l'aire du triangle dans les triangles équilatéraux. Pour y parvenir, on utilise le point de Fermat pour diviser le triangle en trois sous-triangles obtus ayant un angle de  120°, puis chacun de ces sous-triangles est répliqué trois fois dans le triangle équilatéral qui lui fait face. Cela ne fonctionne que si chaque angle du triangle est strictement inférieur à 120°, car sinon le point de Fermat n'est pas situé à l'intérieur du triangle et devient un sommet. Cependant si un angle est supérieur ou égal à 120°, il est possible de reproduire le triangle entier trois fois dans le plus grand triangle équilatéral, de sorte que la somme des aires de tous les triangles équilatéraux reste de toute façon supérieure au triple de l'aire du triangle.

## Démonstrations utilisant la formule de Héron
Le résultat peut être obtenu en utilisant la formule de Héron pour l'aire du triangle :
{\displaystyle {\begin{aligned}S&{}={\frac {1}{4}}{\sqrt {(a+b+c)(a+b-c)(b+c-a)(c+a-b)}}\\[4pt]&{}={\frac {1}{4}}{\sqrt {2\left(a^{2}b^{2}+b^{2}c^{2}+c^{2}a^{2}\right)-\left(a^{4}+b^{4}+c^{4}\right)}}.\end{aligned}}}

### Première méthode
Cette méthode ne suppose aucune connaissance autre que le fait qu'un carré est positif ou nul.
D'après la formule de Héron, on obtient en développant :{\displaystyle \left(a^{2}+b^{2}+c^{2}\right)^{2}-\left(4{\sqrt {3}}\,S\right)^{2}=4\left(a^{4}+b^{4}+c^{4}-\left(a^{2}b^{2}+b^{2}c^{2}+c^{2}a^{2}\right)\right)}
Or cette dernière expression s'écrit aussi : 
{\displaystyle 2\left(\left(a^{2}-b^{2}\right)^{2}+\left(b^{2}-c^{2}\right)^{2}+\left(c^{2}-a^{2}\right)^{2}\right)}
on en déduit {\displaystyle \left(a^{2}+b^{2}+c^{2}\right)^{2}\geqslant \left(4{\sqrt {3}}\,S\right)^{2}}, d'où l'inégalité de Weitzenböck et le fait que l'égalité ne se produit que lorsque {\displaystyle a=b=c} , soit lorsque le triangle est équilatéral.

### Deuxième méthode
Cette démonstration suppose la connaissance de l'inégalité arithmético-géométrique.
{\displaystyle {\begin{aligned}&&\left(a-b\right)^{2}+\left(b-c\right)^{2}+\left(c-a\right)^{2}&\geqslant &&0\\\iff &&2a^{2}+2b^{2}+2c^{2}&\geqslant &&2ab+2bc+2ac\\\iff &&3\left(a^{2}+b^{2}+c^{2}\right)&\geqslant &&\left(a+b+c\right)^{2}\\\iff &&a^{2}+b^{2}+c^{2}&\geqslant &&{\sqrt {3(a+b+c)\left({\frac {a+b+c}{3}}\right)^{3}}}\\\Longrightarrow &&a^{2}+b^{2}+c^{2}&\geqslant &&{\sqrt {3(a+b+c)(-a+b+c)(a-b+c)(a+b-c)}}\\\iff &&a^{2}+b^{2}+c^{2}&\geqslant &&4{\sqrt {3}}\,S.\end{aligned}}}
Ayant utilisé l’inégalité arithmético-géométrique {\displaystyle {\sqrt[{3}]{xyz}}\leqslant {\frac {x+y+z}{3}}}, avec {\displaystyle x=-a+b+c,y=a-b+c,z=a+b-c}, l’égalité se produit si et seulement si {\displaystyle a=b=c}, soit si et seulement si le triangle est équilatéral.

## Autres méthodes

### À partir d'un triangle de Napoléon
On peut montrer que l'aire du triangle de Napoléon construit à partir des triangles équilatéraux intérieurs, qui est supérieure ou égale à 0, est égale à :
{\displaystyle {\frac {\sqrt {3}}{24}}\left(a^{2}+b^{2}+c^{2}-4{\sqrt {3}}\,S\right),}
donc l'expression entre parenthèses doit être supérieure ou égale à 0.

### Par les angles
On pose {\displaystyle x=\cot A,\,y=\cot A+\cot B>0}  ;  alors la somme {\displaystyle \Sigma =\cot A+\cot B+\cot C=y-\cot(A+B)=y+{\frac {1-\cot A\cot B}{\cot A+\cot B}}=y+{\frac {1-x(y-x)}{y}}} et {\displaystyle y\Sigma =y^{2}-xy+x^{2}+1=\left(x-{\frac {y}{2}}\right)^{2}+\left({\frac {y{\sqrt {3}}}{2}}-1\right)^{2}+y{\sqrt {3}}\geqslant y{\sqrt {3}}},  c'est-à-dire {\displaystyle \Sigma \geqslant {\sqrt {3}}} . Mais {\displaystyle \cot A={\frac {b^{2}+c^{2}-a^{2}}{4S}}} et en utilisant les formules similaires pour {\displaystyle \cot B,\cot C}, on a  {\displaystyle \Sigma ={\frac {a^{2}+b^{2}+c^{2}}{4S}}} , ce qui prouve l'inégalité.

## Lectures complémentaires
- Claudi Alsina, Roger B. Nelsen : When Less is More: Visualizing Basic Inequalities. MAA, 2009, (ISBN 9780883853429), p. 84-86
- Claudi Alsina, Roger B. Nelsen : Geometric Proofs of the Weitzenböck and Hadwiger–Finsler Inequalities. Magazine Mathématiques, Vol. 81, n° 3 (juin 2008), p. 216-219 (JSTOR)
- DM Batinetu-Giurgiu, Nicusor Minculete, Nevulai Stanciu : Some geometric inequalities of Ionescu-Weitzebböck type.  . Journal international de géométrie, Vol. 2 (2013), n° 1, avril
- DM Batinetu-Giurgiu, Nevulai Stanciu : The inequality Ionescu - Weitzenböck. MateInfo.ro, avril 2013, (copie en ligne)
- Daniel Pedoe : On Some Geometrical Inequalities. The Mathematical Gazette, Vol. 26, n° 272 (décembre 1942), pp. 202-208 (JSTOR)
- Dragutin Svrtan, Darko Veljan : Non-Euclidean Versions of Some Classical Triangle Inequalities. Forum Geographicorum, Volume 12, 2012, pp. 197-209 (copie en ligne)
- Mihaly Bencze, Nicusor Minculete, Ovidiu T. Pop : New inequalities for the triangle. Octogon Mathematical Magazine, Vol. 17, n ° 1, avril 2009, pp. 70-89 (copie en ligne)